# Herz-Jesu-Kirche (Innsbruck)

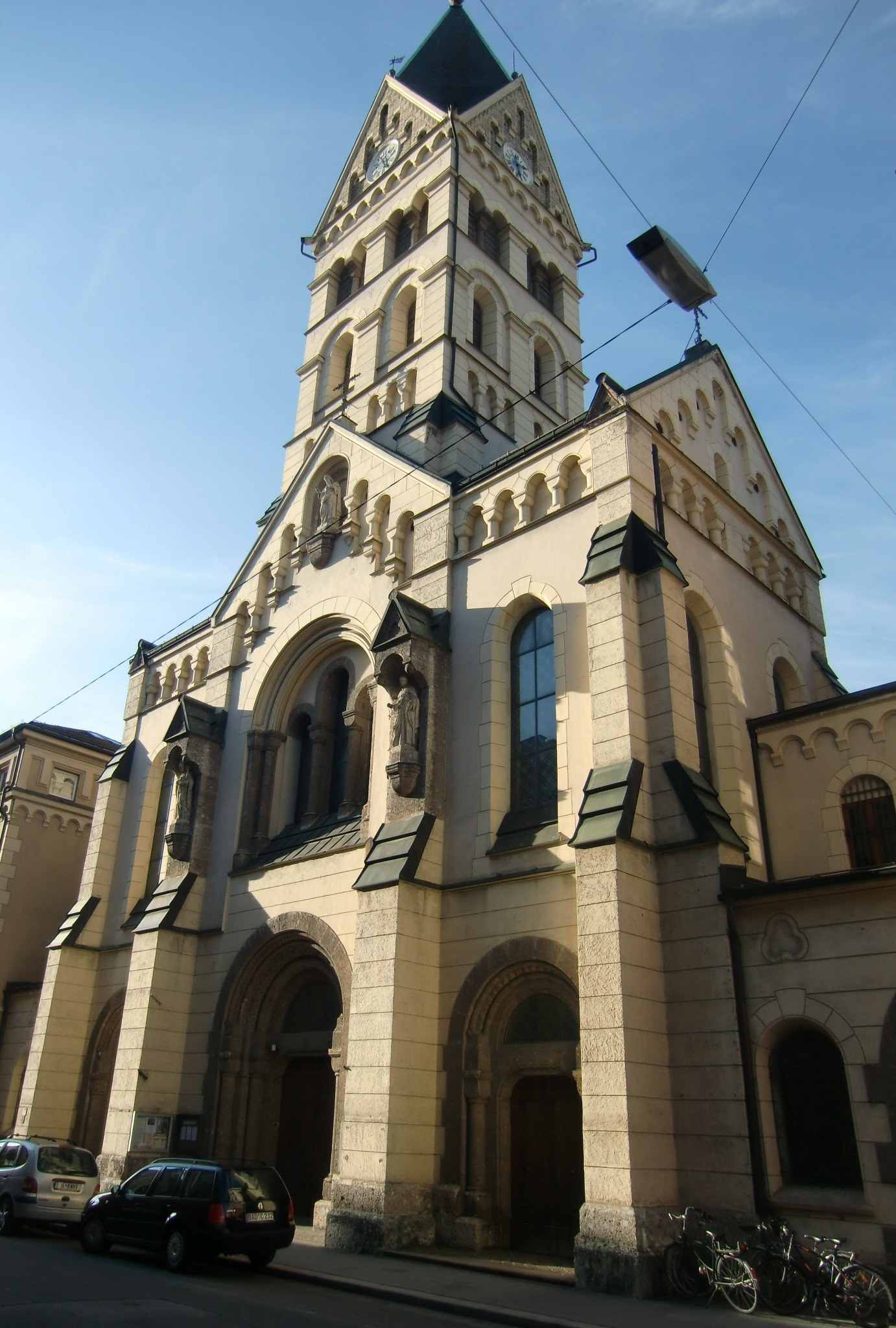
Herz-Jesu-Kirche: Eingangsfassade

Die Herz-Jesu-Kirche (ⓘ) ist eine serbisch-orthodoxe Kirche in der Innsbrucker Innenstadt. Bis 2019 war sie eine katholische Kirche. Sie wurde zwischen 1896 und 1898 erbaut und diente bis 2019 als Klosterkirche des angrenzenden Redemptoristenkollegs. Der Bau steht unter Denkmalschutz (Listeneintrag).

## Geschichte
1895 wurde für die seit 1827 in Innsbruck ansässigen Redemptoristen ein neues Kloster in der Nähe des neuen Krankenhauses erbaut. Am 17. Mai 1896, im Jahr des hundertjährigen Jubiläums der Weihe Tirols an das Heiligste Herz Jesu, wurde der Grundstein für die Kirche gelegt. Nach zweijähriger Bauzeit weihte Fürstbischof Simon Aichner am 25. Mai 1898 die Kirche. 1950 wurde sie zur Pfarrkirche für das umliegende Gebiet erhoben. 2018 entschieden die Redemptoristen aufgrund der rückgängigen Mitgliederzahl, sich aus Innsbruck zurückzuziehen und die Herz-Jesu-Kirche an die serbisch-orthodoxe Gemeinde zu übergeben.

## Architektur

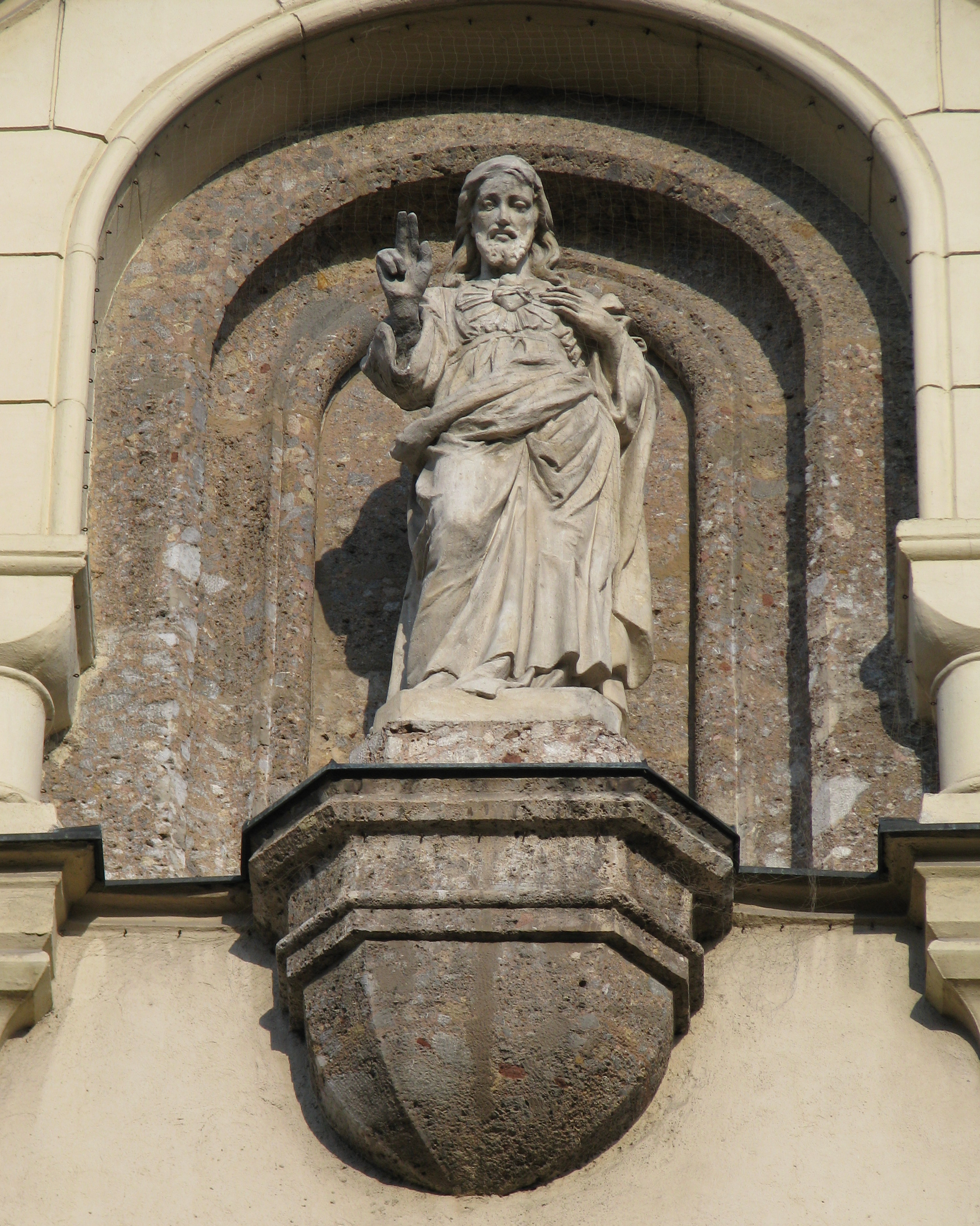
Herz-Jesu-Statue an der Eingangsfassade

Die Emporenbasilika als neuromanischer Kirchenbau und der anschließende Klosterbau wurden von 1896 bis 1897 nach den Plänen des Baumeisters Peter Huter mit den Baumeistern Alfons Mayr und Franz Mayr errichtet. Die Ausstattung der Kirche erfolgte bis 1909 nach den Plänen und unter der Leitung des Architekten und Bildhauers Josef Schmid.
Die Hauptfassade der Klosterkirche in der Straßenflucht der Maximilianstraße ist dreiteilig mit Strebepfeilern gegliedert und mittig übergiebelt und hat drei neuromanische Steinportale und darüber Triforienfenster und darüber eine abschließende Zwerggalerie und darüber einen mächtigen reich gegliederten Mittelturm mit Spitzhelm. Die Hauptfassade zeigt die Statuen Herz Jesu und die Heiligen Alfons und Clemens Maria Hofbauer.
Der platzlgewölbten Vorhalle folgt ein zweijochiges Mittelschiff, dann das Pseudoquerschiff, dann das Chorjoch mit einer halbrunden Apsis, alle mit Kreuzrippengewölbe. Die Deckengemälde nach einem Entwurf von Josef Schmid wurden von den Malern Jonas Ranter, Heinrich Schmid, Anton Marte, Mentel und Eduard Sailer gemalt. Sie zeigen im Langhaus Szenen aus dem Leben Jesu, in der Vierung das Himmlische Jerusalem und in der Apsis die Kreuzigung Christi.

## Ausstattung

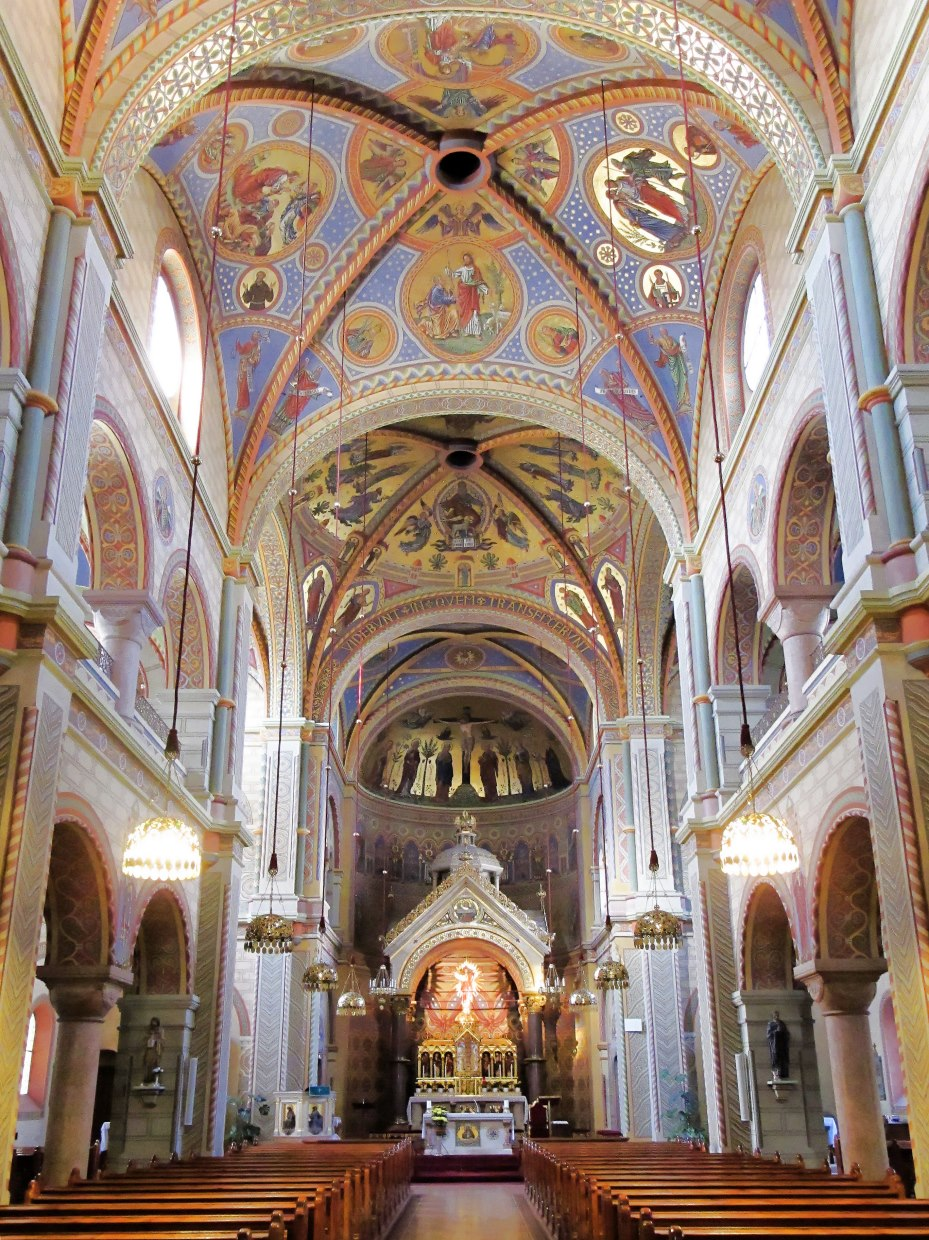
Herz-Jesu-Kirche: Blick zum Altar

Die Marmoraltäre schuf der Bildhauer Leopold Seeber. Die Mensen sind mit Mosaikschmuck versehen. Die Statuen schuf der Bildhauer Alois Winkler. Die Marmorkanzel mit Reliefs der vier Evangelisten und den Kreuzweg aus Marmor und polychromierten Reliefs schufen 1913 Alois Winkler und Leopold Seeber. Die Beichtstühle und die Kirchenstühle schuf 1900 der Tischler Florian Sperl. Das reich gestaltete Vorhallengitter schuf der Kunstschmied Robert Platzer in der Bauzeit. In der Vorhalle hängen ein Kruzifix vom Bildhauer Adolf Rachatsch und ein Schutzengel von Alois Winkler.
In der Kirche ist links eine Lourdeskapelle und rechts eine Totenkapelle. In der Totenkapelle ist eine Bronzeplastik Auferstandener vom Bildhauer Emmerich Kerle (1968).
Die Orgel wurde 1900 nach einem Entwurf des Architekten Pater Johann Maria Reiter mit dem Orgelbauer A. Vogl gebaut.